# "Det står ett rum här och väntar på dig ...": berättelsen om Raoul Wallenberg
"Det står ett rum här och väntar på dig ...": berättelsen om Raoul Wallenberg är en bok från 2012 av Ingrid Carlberg om Raoul Wallenberg.
Carlberg tilldelades Augustpriset 2012 i den facklitterära kategorin för boken.

## Bokens disposition
- Kapitel 1: En bräcklig lycka
- Kapitel 2: Två änkor och ett barn – Kappsta, Lidingo, september 2009
- Kapitel 3: Inga miljonärssonsvanor
- Kapitel 4: Kulsprutegevär och amerikansk arkitektur
- Kapitel 5: Globetrottern – Stockholm, februari 2010
- Kapitel 6: På egna ben
- Kapitel 7: Furir med företagarambitioner – Bragevägen, november 2010, »Farewell blues«
- Kapitel 8: Livsmedelshandlaren – Blasieholmen, maj 2010
- Kapitel 9: Mötet i hissen
- Kapitel 10: Uppdraget – Djursholm, oktober 2010
- Kapitel 11: Rädda så många som möjligt
- Kapitel 12: »Din relation till Sverige är AB Kanthal« – Buda, juni 2010
- Kapitel 13: Barbariet bryter ut
- Kapitel 14: Trettioen hus och tusentals magar att mätta – Raoul Wallenbergs torg, januari 2010
- Kapitel 15: »Jag är svensk, son av ett neutralt land« – Ostrom utca, september 2010
- Kapitel 16: Från beskyddad till försvunnen – Lefortovofängelset, april 2011
- Kapitel 17: Att skåda Guds anlete
- Kapitel 18: »Ingen människa bekymrar sig om er« – Donskojkyrkogården, april 2011
- Kapitel 19: En svensk och en sovjetisk mur att forcera
- Kapitel 20: Vad kan duga som en halvsanning? – Invid Lubjanka, april 2011
- Kapitel 21: Professorernas duell
- Kapitel 22: Att skapa en amerikansk hjälte – Versailles, maj 2010
- Kapitel 23: »Adjö herr Wallenberg« – Stockholm och Moskva, 2011